# Émile Noël
Émile Noël (Istanbul, 17 novembre 1922 – Viareggio, 24 agosto 1996) è stato un funzionario francese.

## Biografia
È stato Segretario generale della Commissione europea dal 1958 al 1987, esercitando un'influenza decisiva sulla formazione e sull'evoluzione della Commissione europea. È considerato uno dei padri dell'integrazione europea. 